# Giải vô địch bóng đá nữ Đông Á 2005
Giải vô địch bóng đá nữ Đông Á 2005 diễn ra tại Hàn Quốc từ 1 tháng 8 tới 6 tháng 8 năm 2005. Hàn Quốc là đội giành chức vô địch.

## Vòng chung kết
| Đội               | Đ | Tr | T | H | B | BT | BB | HS |
| ----------------- | - | -- | - | - | - | -- | -- | -- |
| Hàn Quốc          | 7 | 3  | 2 | 1 | 0 | 3  | 0  | +3 |
| CHDCND Triều Tiên | 6 | 3  | 2 | 0 | 1 | 2  | 1  | +1 |
| Nhật Bản          | 2 | 3  | 0 | 2 | 1 | 0  | 1  | −1 |
| Trung Quốc        | 1 | 3  | 0 | 1 | 2 | 0  | 3  | −3 |

| Hàn Quốc                            | 2 – 0    | Trung Quốc |
| ----------------------------------- | -------- | ---------- |
| Han Jin-sook 43' · Park Eun-sun 65' | Chi tiết |            |

| CHDCND Triều Tiên | 1 – 0    | Nhật Bản |
| ----------------- | -------- | -------- |
| Ri Un-suk 38'     | Chi tiết |          |

| Nhật Bản | 0 – 0    | Trung Quốc |
| -------- | -------- | ---------- |
|          | Chi tiết |            |

| Hàn Quốc          | 1 – 0    | CHDCND Triều Tiên |
| ----------------- | -------- | ----------------- |
| Park Eun-jung 77' | Chi tiết |                   |

| Trung Quốc | 0 – 1    | CHDCND Triều Tiên |
| ---------- | -------- | ----------------- |
|            | Chi tiết | Jo Yun-mi 58'     |

| Hàn Quốc | 0 – 0    | Nhật Bản |
| -------- | -------- | -------- |
|          | Chi tiết |          |